# Marek Waleriusz Messala Rufus
Marcus Valerius Messala Rufus – polityk rzymski okresu schyłku republiki. Syn Hortensji, siostrzenicy wybitnego mówcy Kwintusa Hortensjusza Hortalusa. Pretor w 62 p.n.e., konsul w 53 p.n.e. Z powodu skandalu związanego z elekcją objął urząd dopiero w czerwcu. Został oskarżony o przekupstwa wyborcze. Cyceron, mimo że potwierdzał winę Rufusa, udzielił mu wraz z całym stronnictwem konserwatywnych senatorów politycznego poparcia. Przed sądem bronił Rufusa jego wuj, słynny mówca Hortensjusz. Rufus nie zdołał przeprowadzić wraz ze swym kolegą w konsulacie Gnejuszem Domicjuszem Kalwinusem normalnych wyborów na rok następny z powodu zamieszek związanych z kandydowaniem Milona na konsula a Klodiusza na pretora. Ostatecznie jedynym konsulem został Pompejusz. Rufus brał później udział w kampaniach Cezara na Wschodzie i w Afryce jako jego legat.
Rufus cieszył się wielkim poważaniem z powodu swej wiedzy dotyczącej auspicjów. Był członkiem kolegium augurów przez 50 lat. Napisał traktat poświęcony auguratowi.